# 챔버 팝
챔버 팝(영어: Chamber pop, 가끔 오케스트라 팝을 줄여 오크팝(ork-pop)이라고도 함)은 록 음악의 한 형태로서, 선율과 어우러짐을 중요시하고 현악기, 호른, 피아노와 보컬의 하모니를 복잡하게 섞으며, 1960년대의 오케스트라나 라운지 팝의 특징을 넣은 것이 특징이다. 대표적인 챔버 팝 음악가로는 버트 배커랙과 비치 보이스의 브라이언 윌슨 (특히 비치 보이스의 1966년 음반 《Pet Sounds》에서 챔버 팝의 성향이 강하였다.) 등이 장르의 기초를 다졌다.
유명한 챔버 팝 음반으로는 비치 보이스의 《Pet Sounds》, 아케이드 파이어의 《Funeral》, 테일러 스위프트의 《Folklore》와 《evermore》, 벨 & 세바스찬의 《If You're Feeling Sinister》, 그리즐리 베어 《Veckatimest》, XTC의 《Skylarking》 등이 있다.